# Какулін
Какулін (пол. Kakulin, нім. Alden) — село в Польщі, у гміні Скоки Вонґровецького повіту Великопольського воєводства.
Населення — 181 особа (2011).
У 1975-1998 роках село належало до Познанського воєводства.

## Демографія
Демографічна структура станом на 31 березня 2011 року:
|          | Загалом | Допрацездатний вік | Працездатний вік | Постпрацездатний вік |
| -------- | ------- | ------------------ | ---------------- | -------------------- |
| Чоловіки | 98      | 20                 | 69               | 9                    |
| Жінки    | 83      | 20                 | 43               | 20                   |
| Разом    | 181     | 40                 | 112              | 29                   |